# 日德韋鄉
46°13′N 24°06′E / 46.217°N 24.100°E
日德韋鄉（羅馬尼亞語：Comuna Jidvei, Alba），是羅馬尼亞的鄉份，位於該國中部，由阿爾巴縣負責管轄，面積105平方公里，海拔高度317米，2011年人口4,617，人口密度每平方公里50人。